# Albatros L 60
L'Albatros L 60 fu un monomotore da turismo biposto ad ala bassa a sbalzo, realizzato dalla tedesca Albatros Flugzeugwerke GmbH negli anni venti e derivato direttamente dall'L 59 monoposto.
Era dotato di un largo carrello di atterraggio fisso carenato.

### Riviste
- (EN) The Albatros Sporting Types L.59 and L.60, in Flight, 23 settembre 1923. URL consultato il 14 febbraio 2013.